# Саонара
Саонара (итал. Saonara) је насеље у Италији у округу Падова, региону Венето.
Према процени из 2011. у насељу је живело 1963 становника. Насеље се налази на надморској висини од 5 м.

## Становништво
Према резултатима пописа становништва 2011. у општини је живело 10.043 становника.
| 1931. | 1936. | 1951. | 1961. | 1971. | 1981. | 1991. | 2001. | 2011.  |
| ----- | ----- | ----- | ----- | ----- | ----- | ----- | ----- | ------ |
| 4.790 | 4.872 | 5.455 | 5.710 | 6.419 | 6.608 | 7.149 | 8.946 | 10.043 |